# Jaden Agassi
Jaden Gil Agassi (* 26. Oktober 2001 in Las Vegas) ist ein deutsch-US-amerikanischer Baseballspieler.

## Werdegang
Agassi kam 2001 vier Tage nach der Hochzeit seiner Eltern Andre Agassi und Steffi Graf in Las Vegas zur Welt. Er hat eine 2003 geborene Schwester. Sein Patenonkel, auf den auch der zweite Vorname zurückgeht, ist Gil Reyes, zum damaligen Zeitpunkt Bodyguard und Fitnesstrainer seines Vaters. Er besuchte erst die Palo Verde High School in Summerlin und erhielt dann Hausunterricht. Im September 2017 entschied er sich, an die University of Southern California zu gehen, wo er bis 2023 als Hauptfach Betriebswirtschaft studierte und dem Baseball-Team USC Trojans angehörte. Aufgrund seiner Leistungen als Pitcher und Third Baseman hatten zudem auch Universitäten aus North Carolina, Texas und Florida um ihn geworben.
Nachdem er 2023 für die Santa Barbara Foresters aus Santa Barbara in der California Collegiate League geworfen hatte, schloss er sich 2024 den Mahoning Valley Scrappers aus Niles (Ohio) an, um in der MLB Draft League zu spielen. Beim MLB Draft blieb er bis Anfang 2025 jedoch unberücksichtigt. Im ersten Quartal 2025 wurde er in die deutsche Baseballnationalmannschaft im Rahmen der Qualifikation zur Baseball-Weltmeisterschaft World Baseball Classic berufen. Sein erster Einsatz als Nationalspieler war die zweite Partie des Turniers, in der sich die brasilianische Baseballnationalmannschaft mit 9:7 durchsetzte.